# Konstantin Sergejewitsch Wolkow
Konstantin Sergejewitsch Wolkow (russisch Константин Сергеевич Волков; geboren 1907 in Moskau; Todesdatum unbekannt) war ein sowjetischer Science-Fiction-Autor.

## Leben
Wolkow arbeitete im Behördensystem des Staatlichen Planungskomitees des Ministerrats der UdSSR (Государственный плановый комитет Совета Министров СССР) und verfasste in dieser Funktion eine Handreichung für die Fischereigenossenschaften (В помощь ревизионной комиссии, 1940).
Bekannt geworden ist er durch zwei von ihm verfasste Science-Fiction-Romane, wovon der erste, Звезда утренняя (Swesda utrennjaja, 1957), als Notlandung auf der Venus in deutscher Übersetzung in der DDR erschien und dort eine Auflage von 106.000 Exemplaren erreichte. Er behandelt die Geschichte der ersten sowjetischen interplanetaren Expedition zum Planeten Venus. Der Roman wurde auch ins Tschechische und Polnische übersetzt.
Wolkows zweiter Roman Марс пробуждается (Mars probuschdajetsja, „Mars erwacht“) greift die Protagonisten des ersten Romans wieder auf, nur geht die Reise dieses Mal zum Mars, wo auf dem Marsmond Phobos ein außerirdisches Raumschiff und auf dem Planeten eine uralte Zivilisation entdeckt wird, die von grausamen Tyrannen beherrscht wird. Die Probleme des unterdrückten Marsvolks werden von den Erdbewohnern schnell einer marxistischen Lösung zugeführt, indem sie eine Revolution organisieren und die Regierung stürzen.

## Bibliografie
Romane
- Звезда утренняя (1957)
  - Deutsch: Notlandung auf der Venus. Übersetzt von Willi Berger. Kultur und Fortschritt, Berlin 1959.
- Марс пробуждается (1961)

Erzählung
- Тайна безыменного острова (1956)